# Nuclear Blast All-Stars: Into the Light
Into the Light é um álbum tributo aos 20 anos de existência da gravadora Nuclear Blast.
Into the Light foi composto e arranjado pelo compositor da banda alemã Rage, Victor Smolski, e conta com a participação de vários vocalistas de renome na cena metalica mundial, tais como: Hansi Kürsch, Tarja Turunen, Tobias Sammet e Andi Deris.

## Faixas
1. Dirty Wings (feat. Tobias Sammet - EDGUY)
2. Terrified (feat. Peter “Peavy” Wagner - RAGE)
3. Ruling The World (feat. Tony Kakko - SONATA ARCTICA)
4. Death Is Alive (feat. Mats Leven - THERION / KRUX)
5. Bloodsucker (feat. Marcel “Schmier” Schirmer - DESTRUCTION)
6. Slaves To The Desert (feat. Hansi Kürsch - BLIND GUARDIAN)
7. A Perfect Day (feat. Andi Deris - HELLOWEEN)
8. Eternally (feat. Oddleif Stensland - COMMUNIC)
9. Inner Sanctuary (feat. Marco Hietala - NIGHTWISH / TAROT)
10. In The Picture (feat. Tarja Turunen - EX-NIGHTWISH)